# Betriebliche Sozialarbeit in Deutschland
Betriebliche Sozialarbeit in Deutschland (auch Betriebliche Sozialberatung, BSA, Gesundheitsberatung, Individuelle Mitarbeiter- und Führungskräfteberatung oder Employee Assistance Program) ist eine freiwillige Maßnahme von Unternehmen. Sie ist ein Teilgebiet der Sozialarbeit und Sozialpädagogik und hat eine Unterstützung von Berufstätigen und von Betrieben und Organisationen zum Ziel. Für die Betriebssozialarbeit gibt es keine rechtlichen Grundlagen. Durchgeführt wird sie von Sozialarbeitern oder Sozialpädagogen, die in der Regel einen Hochschulabschluss und eine fachbezogene Zusatzausbildung durchlaufen haben. Privatwirtschaftliche Unternehmen, öffentliche Verwaltungen, Hochschulen und andere Organisationen können auf Angebote interner und externer BSA zurückgreifen. Dabei ist die jeweilige soziale Verantwortung und Werteorientierung der Unternehmensleitungen ein entscheidender Faktor, ob ein entsprechendes Angebot gemacht wird.
Berufs- und Interessenverband ist der Bundesfachverband Betriebliche Sozialarbeit e. V. (bbs), gegründet 1994.

## Geschichte
Betriebliche Sozialarbeit in Deutschland begann vor rund 100 Jahren. 1900 wurde erstmals eine Krankenschwester an eine Gummersbacher Textilfabrik vermittelt. die von dem Evangelischen Diakonieverein e. V. in Berlin ausgebildet worden war. Weitere Krankenschwestern, auch Fabrikpflegerinnen genannt, wurden bis zum Beginn des Ersten Weltkriegs besonders in Großunternehmen eingestellt. Sie berieten in Ernährungsfragen, bei der Kinderversorgung oder der Unterkunft der Arbeitnehmer. Neben Beratungen leisteten sie materielle Hilfe, zum Beispiel für arbeitende Mütter und bei Erkrankungen.
Beispielgebend war die Degussa AG und ihre Vorläuferfirmen. Die Bezeichnungen war „Werkfürsorgerin“ und während des Nationalsozialismus „Betriebsfürsorgerin“. Ihre Anzahl schwankte von ca. 800 vor dem Ersten Weltkrieg über 100 danach. bis zu 3000 während des Dritten Reichs und vereinzelt Aktiven nach dem Zweiten Weltkrieg über einen Anstieg bis heute auf geschätzte 1300 Betriebliche Sozialarbeiter
Während des Nationalsozialismus wurde betriebliche Sozialarbeit für politische Interessen benutzt. Daraus begründete sich ihr schlechter Ruf und Zusammenbruch nach Kriegsende. Betriebliche Sozialarbeit kam fast zum Erliegen und entwickelte sich erst über die Hilfe in materiellen Notlagen der 50er Jahre. Werksfürsorge wurde jetzt in Sozialberatung umbenannt.
Erst mit Übernahme von neuen Methoden der Sozialarbeit aus den USA erfolgte ein neuer Entwicklungsschub. Er war sowohl mit der Etablierung betrieblicher Suchthilfe und Suchtprävention verbunden als auch mit der Besinnung auf die Menschenrechte, gefördert aus der Menschenrechtsbewegung in den USA. Die zunächst auf die betriebliche Suchthilfe beschränkten Angebote weiteten sich in den USA schnell auf andere Bereiche aus. Die dort unter dem Namen Employee Assistance Program (EAP) bekannte Sozialarbeit wird heute in mehr als 80 % aller Unternehmen mit mehr als 50 Mitarbeitenden angeboten.
In der DDR war die Fürsorge für die arbeitende Bevölkerung ein wesentlicher Bestandteil der Sozial- und Gesundheitspolitik und folgte weitgehend staatlich-politischen Interessen.
Mit der Ausbildung der Sozialarbeiter in Fachhochschulen seit 1971 und durch ergänzende Ausbildungen fanden zunehmend Erkenntnisse aus der Arbeits- und Organisationspsychologie, der klinischen Psychologie, der Soziologie und den Sozialarbeitswissenschaft Berücksichtigung.

## Rechtliche Grundlagen
Für die betriebliche Sozialarbeit in Deutschland gibt es bis heute keine verbindlichen Rechtsgrundlagen.
Relevant sind allerdings die Schweigepflicht und das Zeugnisverweigerungsrecht für in der betrieblichen Sozialarbeit tätige Personen. Für staatlich anerkannte Sozialarbeiter, Sozialpädagogen und Berufspsychologen gilt ausdrücklich § 203 Abs. 1 Nr. 1, 2 und 5 StGB. Bei entsprechender Berufsgruppenzugehörigkeit gilt dies ebenfalls für die Aktiven in der Betrieblichen Sozialarbeit.
Zu § 203 Abs. 1 Nr. 4, 4a und 6 stellt sich die Frage, inwieweit die betriebliche Beratungsstelle funktional öffentlich anerkannt ist oder nicht. Fleck verneint dies grundsätzlich. In der Praxis werden jedoch zum Beispiel Sozialberichte für medizinische Rehabilitationsmaßnahmen bei Abhängigkeitserkrankungen von entsprechend qualifizierten, betrieblichen Suchtberatern durch die Rentenversicherungsträger anerkannt. Im Sinne der rechtlichen Schweigepflicht ist es – laut Gutachten Fleck – klarer, wenn die Zuordnung zur betriebsärztlichen Dienststelle erfolgt. Dort wären die Sozialberater jedoch „nur“ Gehilfen nach § 203 Abs. 3 Satz 2 StGB und würden an Eigenständigkeit verlieren. Bei Einbindung in den Personalbereich oder eigenständiger Wahrnehmung von Aufgaben der psychosozialen Beratung besteht keine automatische Verschwiegenheitsverpflichtung. Hier greifen jedoch zum einen die berufsethischen Standards, zum anderen wird in der Praxis erfahrungsgemäß die Verschwiegenheit anerkannt und gelebt, da die Einhaltung existenziell für die Betriebliche Sozialarbeit ist.
Juristisch relevant für die betriebliche Sozialarbeit ist das Betriebsverfassungsgesetz (BetrVG), da betriebliche Sozialarbeit als Teil der Bemühungen des betreffenden Unternehmens um Integration und Konfliktvermeidung im Betrieb verstanden wird, wofür wiederum entsprechende Regelungen im Betriebsverfassungsgesetz anzuwenden sind.

## Dienstleistungsangebot und Praxis
Sozialarbeiter im Betrieb können Ansprechpartner bei psychischen Belastungen und Erkrankungen von Betriebsmitgliedern sein. Einbezogen werden in die praktische Beratungsarbeit können direkte Angehörige der Betreffenden, Beschäftigte von Fremdfirmen oder auch Kunden. Im Mittelpunkt steht die Beratung bei Konflikten am Arbeitsplatz und psychosozialen, gesundheitlichen, persönlichen, familiären, finanziellen oder rechtlichen Problemen.
Eine Mitwirkung der Sozialarbeiter beim Gesundheitsmanagement, bei Personal- und Organisationsfragen der Betriebe zählen ebenfalls zu den Aufgaben. Es werden Schulungen zu Themen wie Mobbing, sexueller Belästigung am Arbeitsplatz, Gesundheitsförderung oder der Vereinbarkeit von Familie und Beruf angeboten.
Ziel ist, das Wohlbefinden aller Beteiligten und die Wahrnehmung sozialer Verantwortung zu fördern und mit betriebswirtschaftlichen Notwendigkeiten in Einklang zu bringen.
Betriebliche Sozialarbeit wird heute sowohl von spezialisierten Dienstleistern als auch
von unterschiedlich qualifizierten Einzelpersonen geleistet. Eingesetzt werden sie innerhalb der Betriebe überwiegend von Großunternehmen und Konzernen, inzwischen aber auch vermehrt als externe Dienstleister oder als Freiberufler in kleinen oder mittleren Unternehmen. Diese externe betriebliche Sozialberatung (auch externe Mitarbeiterberatung oder Employee Assistance Program) kann ein Netzwerk aus Experten zur Verfügung stellen und verschiedenste Formen der Beratung (von persönlicher über telefonischer zu online-Beratung) leisten.
Im Hinblick auf das betriebliche Gesundheitsmanagement, Suchtberatung und -Suchtprävention, Schuldnerberatung und Konfliktberatung ist eine Spezialisierung zu beobachten, die unter dem Anspruch betrieblicher Sozialarbeit auf ganzheitliches und integratives Wirken als problematisch gewertet werden kann.
Aufgaben
1. Beratung von Mitarbeitern, Auszubildenden, nächsten Angehörigen oder auch Pensionären zu persönlichen, familiären, wirtschaftlichen und gesundheitlichen Fragen inkl. Suchtberatung
2. Konfliktberatung, Moderation, Mediation
3. Fachberatung von Ausbildern und Führungskräften zu Kommunikationsverhalten, Schlüsselqualifikationen, Suchtprävention
4. Krisenintervention und Notfallhilfe bei Dekompensation (hier: Versagen regulärer psychischer Funktionsmechanismen) am Arbeitsplatz, Todesfall, Suizidalität,[15] beruflichen Krisen
5. Case Management im Rahmen von betrieblichem Eingliederungsmanagement, betrieblicher Suchthilfe
6. Information, Aufklärung, Seminare, Schulungen zu Präventionsthemen wie Abhängigkeiten, Verschuldung, Burnout-Prophylaxe
7. Interne und externe Vernetzung mit anderen Anbietern, Kooperationspartnern, Fachstellen
8. Maßnahmen zur Teamentwicklung insbesondere in konfliktträchtigen Zusammenhängen
9. Beratung bei Umstrukturierungen, Begleitung von Change-Prozessen
10. Mitarbeit bei sozial relevanten, internen und kooperativen externen Projekten wie Betriebsvereinbarungen, Kinderbetreuung u. a.
11. Beratung der Geschäftsleitung zu sozialen Themen wie zum Beispiel im Umgang mit psychomentalen Belastungen (Geist und Seele betreffende Belastungen)
12. Unterstützung bei der beruflichen Wiedereingliederung (Betriebliches Eingliederungsmanagement) von Mitarbeitenden
13. Öffentlichkeitsarbeit

Die Aufgaben werden den jeweiligen konkreten betrieblichen Gegebenheiten angepasst und müssen konkreten Aufträgen und Qualifikationen entsprechen.

## Wirtschaftlichkeit und Nutzen
Betriebliche Sozialarbeit fördert nachweislich:
- die sozial verantwortliche Unternehmenspraxis insbesondere in Bezug auf eine human gestaltete Arbeitswelt,
- die sozialen Entwicklungen in Unternehmen im Hinblick auf die unternehmerische soziale Verantwortung,
- die Lösung von Problemen in zwischenmenschlichen Beziehungen und bei persönlichen Problemlagen im Arbeitskontext,
- befähigt sowohl Mitarbeitern als auch Führungskräfte in freier Entscheidung ihr (Arbeits-)Leben in bestmöglichem Einklang mit persönlichen Bedürfnissen, wirtschaftlichen Abläufen, ökonomischen Notwendigkeiten und Unternehmenszielen zu gestalten.

Teilweise wird von Einsparungen durch einzelne Programme im Rahmen der Betrieblichen Sozialarbeit und Gesundheitsförderung von mehr als dem vierfachen des investierten Betrags berichtet.
Dadurch leistet Betriebliche Sozialarbeit, bestätigt durch vielfältige Praxiserfahrungen, einen Beitrag zur:
- Steigerung der Bindung von Fach- und Führungskräften, der Arbeitszufriedenheit und der Attraktivität von Betrieben,
- Fehlzeitenreduktion und Verringerung von Ausfallkosten,
- Senkung der Unfallzahlen,
- Steigerung der Produktivität sowie zur
- Bewältigung der Anforderungen durch die demographische Entwicklung.[19]